# 数罪并罚
数罪并罚（德語：Gesamtstrafe）是數罪實質競合之時，確定刑罰的方式。

## 中華民國刑法
《中華民國刑法》有關數罪併罰的規定載於第51條。判決宣告多數死刑或無期徒刑者，只執行其一並排除其餘。宣告多數有期徒刑者，於各刑中之最長期以上、各刑合併之刑期以下，定其刑期，但不得逾30年。

## 中华人民共和国刑法
《中华人民共和国刑法》有關數罪併罰的規定载于第4章第4节。判决宣告以前一人犯数罪的，除判处死刑和无期徒刑的以外，应当在总和刑期以下、数刑中最高刑期以上，酌情决定执行的刑期；但是管制最高不能超过3年，拘役最高不能超过1年，有期徒刑最高不能超过20年。如果数罪中有判处附加刑的，附加刑仍须执行。
判决宣告以后，刑罚执行完毕以前，发现被判刑的犯罪分子在判决宣告以前还有其他罪没有判决的，应当对新发现的罪作出判决，把前后两个判决所判处的刑罚，依照《中华人民共和国刑法》第69条的规定，决定执行的刑罚。已经执行的刑期，应当计算在新判决决定的刑期以内。被判刑的犯罪分子又犯罪的，应当对新犯的罪作出判决，把前罪没有执行的刑罚和后罪所判处的刑罚，依照《中华人民共和国刑法》第69条的规定，决定执行的刑罚。